# (9981) 1995 BS3
(9981) 1995 BS3 là một tiểu hành tinh vành đai chính. Nó bay quanh Mặt Trời theo chu kỳ 4.38 năm.
Được phát hiện ngày 31 tháng 1 năm 1995 bởi T. Kobayashi, Tên chỉ định của nó là 1995 BS3.